# Елизаветпольская губерния
Елизаветпо́льская, также Елисаветпольская губерния (азерб. Yelizavetpol quberniyası; арм. Ելիզավետպոլի նահանգ; с 30 июля 1918 — Гянджинская губерния (азерб. Gəncə quberniyası, арм. Գանձակի նահանգ)) — административно-территориальная единица в Закавказье в составе Российской империи, Российской республики, Закавказской Демократической Федеративной Республики и Азербайджанской Демократической Республики.
Центр — город Елизаветполь (ныне Гянджа).

## Физико-географическая характеристика

### Географическое положение
Это была одна из самых значительных по пространству губерний Закавказья, расположенная в восточной его части, приблизительно между 38°50' и 41½° северной широты и 44°21' и 48°21' восточной долготы (от Гринвича); на севере она граничила с Тифлисской губернией, Закатальским округом и Дагестанской областью; на востоке — с Бакинской губернией; на западе — с Тифлисской и Эриванской губерниями, а на юге — с Персией по реке Аракс, которая составляла здесь государственную границу России. В означенных пределах Елизаветпольская губерния занимала площадь в 38 782,5 кв. версты или 44 136 км² (по Стрельбицкому).

## История
3 (15) января 1804 года Павел Цицианов взял штурмом Гянджу, подчинив Гянджинское ханство. Сама Гянджа была переименована в Елисаветполь в честь супруги российского императора Елизаветы Алексеевны. Цицианов 14 мая 1805 года от имени российского императора Александра I подписал Кюрекчайский договор, согласно которому Карабахское ханство также входило в состав России. Ответные действия Ирана, который не желал терять свои позиции привели к рейду Карягина в район Аскерана в 1805 году. В честь славных побед русского оружия поселок Карабулаг был переименован в Карягино (ныне город Физули). Ханства были реорганизованы в провинции.

В 1818 году на месте средневекового города Шамкир появилась немецкая колония Анненфельд. Спустя год появилось немецкое предместье Елизаветполя Еленендорф. Основным занятием колонистов было виноградарство. Впоследствии в Еленендорфе располагается штаб-квартира Лабинского казачьего полка. 
В 1826 году Иран вновь попытался вернуть себе утраченные позиции. Пока русский отряд Реута оборонялся в Шуше, иранская армия Аббас-Мирзы атаковала Елизаветполь, но была отражена русской армией графа Паскевича. 20 октября 1830 года последовало первое правительственное распоряжение о переселении раскольников и сектантов в так называемые «закавказские провинции». В 1831 году в окрестностях Елизаветполя появились русские колонисты из среды духоборов, к которым позже присоединились молокане (Русские Борисы). В 1833 году молокане основали село Карабулаг. В 1834 году появилось русское село Новоивановка.
Губерния была образована высочайшим указом «О преобразовании управления Кавказского и Закавказского края» от 9 декабря 1867 года. В состав губернии вошли Елизаветпольский уезд Тифлисской губернии, Нухинский и Шушинский уезды Бакинской губернии и часть упразднённого Ордубадского округа. Этим же указом в составе губернии были образованы Казахский и Зангезурский уезды. В 1873 году, в связи с разукрупнением уездов, в составе губернии было образовано три новых уезда — Арешский, Джебраильский и Джеванширский. В 1887 году в Шуше заканчивается строительство армянской церкви святого Христа. В 1888 году появился немецкий посёлок Гергсфельд (ныне поселок Чинарлы). В 1883 году через губернию прошла железная дорога Баку-Тифлис. В 1890 году в Гирюсы (Зангезурский уезд) начали ссылать русских баптистов.
В 1906 году немецкие колонисты основали поселение Эйгенфельд, в 1912 году Траубенфельд (ныне районный центр Товуз).
В 1914 году в Елизаветпольской губернии из татар (азербайджанцев) был создан Татарский конный полк. После Февральской революции в городе и в уездах были созданы исполкомы и назначены комиссары Временного правительства. Кроме того, в Елизаветполе был образован Совет солдатских и рабочих депутатов. Влияние большевиков в советах, созданных в уездных городах (Шуша, Нуха, Карягино), было слабым.
В январе 1918 года Елизаветпольскую губернию потрясла Шамхорская резня. На возвращающиеся с турецкого фронта воинские части Русской армии была открыта целая охота со стороны противоборствующих этнических группировок (в нападении на эшелоны приняли участие военнослужащие Татарского полка, мусаватисты, а также местные жители — азербайджанцы, в основном крестьяне).
28 мая 1918 года в Тифлисе была провозглашена Азербайджанская Демократическая Республика, правительство и Национальное собрание которого с июня по сентябрь расположилось в Елизаветполе. Азербайджанские власти 30 июля 1918 года переименовали Елизаветполь в Гянджу, а Елизаветпольскую губернию в Гянджинскую губернию. При этом часть Елизаветпольской губернии  — горные области Карабаха, Казахского уезда и Зангезур — оставались спорными территориями между Арменией и Азербайджаном. Карабахские и зангезурские армяне создали собственные национальные советы, которые противостояли включению территорий с армянским населением в Азербайджан. Противоречия привели к Армяно-азербайджанской войне (1918—1920).
В дальнейшем азербайджанское правительство ходе выделило Карабахское генерал-губернаторство во главе с Хосров-беком Султановым (15 января 1919) и генерал-губернаторство Юго-западного Азербайджана (28 февраля 1919).
Губерния расформирована после советизации Азербайджана.

## Население

#### Население в 1886 году
Население Елизаветпольской губернии, по данным ЭСБЕ на 1886 год, проживало в 1521 селах и 3 городах, составляя 728 943 человека. По образу жизни большая часть населения губернии относилась к оседлым, и меньшая — к полукочевым жителям (часть азербайджанцев и курдов); оседлое население занималось главным образом земледелием, полукочевое — преимущественно скотоводством. По сословиям, около 86 % составляли крестьяне, из которых 50 % проживало на казённой земле, 35 % на владельческой и около 1 % на собственной. К привилегированным сословиям относились беки (2,66 %), мелики (0,65 %) и дворяне (0,05 %); остальное население — мещане (9,14 %), купцы и духовенство всех вероисповеданий.
Российский историк И. В. Ягич пишет о Елизаветпольский губернии, населенной «армянами и татарами»:

«Можно считать армян древнейшими обитателями округа, а татары пришлые из-за Каспийского моря, водворившимися там в эпоху сильного движение Монголов»— 

#### Население в 1891 году
К 1 января 1891 года в Елизаветпольской губернии числилось 774 963 жителя, в том числе 439 287 мужчин и 335 676 женщин. В 1891 г. в губернии насчитывалось: православных церквей — 10, монастырей — 1, часовен — 1, раскольничьих молелен — 36, армянских церквей и монастырей — 429, протестантских церквей — 5, синагог — 2, мечетей суннитских — 511, мечетей шиитских — 165.

#### Население в 1897 году
Данные согласно первой всеобщей переписи населения Российской империи 1897 г.. Население губернии относится к оседлым и полукочевым жителям (часть азербайджанцев и курдов). По результатам переписи, в 1897 году в губернии в целом проживало 878 415 человек (480 012 мужчин и 398 403 женщины), из них грамотных — 42 164 чел. или 4,8 %. Городское население составляло 89 247 человек (10,16 %) от общего числа жителей (грамотных — 17 849 чел. или 20,0 %).
Национальный состав
| Год  | Уезд                  | Татары (азербайджанцы) | Армяне            | Великорусы (русские), малорусы (украинцы), белорусы | Лезгинские народы | Удины         | Немцы         | Курды и езиды   | Гапутлинцы    | Таты          | Грузины       | Поляки       | Греки        | Аваро-андийские народы | Персы        | Евреи        | Литовцы      | Молдаване и румыны | Остальные     |
| ---- | --------------------- | ---------------------- | ----------------- | --------------------------------------------------- | ----------------- | ------------- | ------------- | --------------- | ------------- | ------------- | ------------- | ------------ | ------------ | ---------------------- | ------------ | ------------ | ------------ | ------------------ | ------------- |
| 1886 | Губерния в целом      | 407 917 (55,96 %)      | 258 265 (35,43 %) | 8091 (1,11 %)                                       | 4228 (0,58 %)     | 7289 (1,0 %)  | 1895 (0,26 %) | 34 115 (4,68 %) | 1538 (0,21 %) | ---           | ---           | ---          | ---          | ---                    | ---          | ---          | ---          | ---                | 5613 (0,77 %) |
| 1897 | Губерния в целом      | 534 086 (60,80 %)      | 292 188 (33,26 %) | 17 875 (2,03 %)                                     | 15 084 (1,72 %)   | 7040 (0,8 %)  | 3194 (0,36 %) | 3042 (0,35 %)   | ---           | 1753 (0,20 %) | 1239 (0,14 %) | 616 (0,07 %) | 558 (0,06 %) | 461 (0,05 %)           | 338 (0,04 %) | 185 (0,02 %) | 116 (0,01 %) | 106 (0,01 %)       | 534 (0,06 %)  |
| 1897 | Елизаветпольский уезд | 103 970 (63,87 %)      | 43 040 (26,44 %)  | 10 428 (6,41 %)                                     | 246 (0,15 %)      | 4 (<0,01 %)   | 3086 (1,9 %)  | 38 (0,02 %)     | ---           | ---           | 622 (0,38 %)  | 299 (0,18 %) | 178 (0,11 %) | 296 (0,18 %)           | 79 (0,05 %)  | 101 (0,06 %) | 38 (0,02 %)  | 2 (<0,01 %)        | 351 (0,22 %)  |
| 1897 | Арешский уезд         | 47 133 (70,06)         | 13 822 (20,54 %)  | 162 (0,24 %)                                        | 5997 (8,91 %)     | 4 (<0,01 %)   | 1 (<0,01 %)   | ---             | ---           | ---           | 8 (0,01 %)    | 6 (0,01 %)   | 8 (0,01 %)   | 71 (0,11 %)            | 8 (0,01 %)   | 34 (0,05 %)  | ---          | ---                | 23 (0,04 %)   |
| 1897 | Джебраильский уезд    | 49 189 (74,12 %)       | 15 746 (23,73 %)  | 893 (1,35 %)                                        | 5 (0,01 %)        | ---           | 26 (0,04 %)   | 398 (0,6 %)     | ---           | ---           | 11 (0,02 %)   | 45 (0,07 %)  | ---          | 3 (<0,01 %)            | 10 (0,02 %)  | ---          | 2 (<0,01 %)  | 4 (0,01 %)         | 28 (0,04 %)   |
| 1897 | Джеванширский уезд    | 52 041 (71,56 %)       | 19 551 (26,89 %)  | 208 (0,29 %)                                        | 84 (0,16 %)       | ---           | 5 (0,01 %)    | 571 (0,79 %)    | ---           | ---           | 47 (0,06 %)   | 9 (0,01 %)   | 46 (0,06 %)  | 5 (0,01 %)             | 143 (0,18 %) | ---          | ---          | ---                | 19 (0,02 %)   |
| 1897 | Зангезурский уезд     | 71 206 (51,65 %)       | 63 622 (46,15 %)  | 1006 (0,73 %)                                       | 7 0,01 %)         | ---           | 9 (0,01 %)    | 1807 (1,31 %)   | ---           | ---           | 2 (<0,01 %)   | 18 (0,01 %)  | 143 (0,1 %)  | 3 (<0,01 %)            | 26 (0,02 %)  | ---          | ---          | 16 (0,01 %)        | 6 (<0,01 %)   |
| 1897 | Казахский уезд        | 64 101 (57,20 %)       | 43 555 (38,86 %)  | 3444 (3,07 %)                                       | 4 <0,01 %)        | ---           | 43 (0,04 %)   | 137 (0,12 %)    | ---           | 1 (<0,01 %)   | 425 (0,38 %)  | 70 (0,06 %)  | 178 (0,16 %) | 9 (0,01 %)             | 34 (0,03 %)  | 11 (0,01 %)  | 4 (<0,01 %)  | 7 (0,01 %)         | 61 (0,05 %)   |
| 1897 | Нухинский уезд        | 83 578 (69,33 %)       | 18 899 (15,68 %)  | 230 (0,19 %)                                        | 8740 (7,24 %)     | 7030 (5,83 %) | 7 (0,01 %)    | 1 (<0,01 %)     | ---           | 1752 (1,45 %) | 68 (0,06 %)   | 27 (0,02 %)  | 2 (<0,01 %)  | 65 (0,05 %)            | 30 (0,02 %)  | 35 (0,03 %)  | 68 (0,06 %)  | 2 (<0,01 %)        | 21 (0,02 %)   |
| 1897 | Шушинский уезд        | 62 868 (45,30 %)       | 73 953 (53,29 %)  | 1504 (1,08 %)                                       | 3 (<0,01 %)       | 2 (<0,01 %)   | 17 (0,01 %)   | 90 (0,06 %)     | ---           | ---           | 56 (0,04 %)   | 142 (0,1 %)  | 2 (<0,01 %)  | 9 (0,01 %)             | 8 (0,01 %)   | 4 (<0,01 %)  | 4 (<0,01 %)  | 75 (0,05 %)        | 34 (0,02 %)   |

#### Население в 1913 году
В 1913 году население губернии составляло 1 012 900 чел.
Религиозный состав
Данные на 1886 г.:
Православных — 0,21 %, сектантов — около 1 %, армян (ААЦ) — 36,33 %, лютеран — 0,26 %, мусульман-суннитов — 25,20 %, мусульман-шиитов — 36,28 %, али-аллахов — 0,42 % и евреев— 0,24 %.
Данные согласно первой всеобщей переписи населения Российской империи 1897 г.:
- Мусульмане[Комм. 4] — 552 822 (62,93 %),
- Армяне (ААЦ)[Комм. 5] — 298 685 (34,0 %),
- Православные — 10 429 (1,19 %),
- Старообрядцы и нерелигиозные — 9507 (1,08 %),
- Протестанты — 3948 (0,45 %),
- Иудеи — 2031 (0,23 %),
- Римско-католики — 868 (0,1 %),
- Армяне-католики — 105 (0,01 %),
- Остальные (христиане и нехристиане) — 20 (< 0,01 %).

## Административное деление
- Карта административного деления Елизаветпольской губернии по состоянию на 1913 год
- Карта административного деления Елизаветпольской губернии

За законностью в городах губернии следила полиция. В армянских селениях жизнь регулировали мелики и старшины. В азербайджанских, по утверждённому в 1817 году плану генерала Ермолова, беки на правах агаларов.
В конце XIX века в состав губернии входило 8 уездов (административное деление сохранилось до распада Российской империи):
| № | Уезд                                        | Уездный город, население, чел.           | Уездный город, население, чел. | Уездный город, население, чел. | Герб уездного города | Площадь, кв. вёрст | Население, чел. | Население, чел. |
| - | ------------------------------------------- | ---------------------------------------- | ------------------------------ | ------------------------------ | -------------------- | ------------------ | --------------- | --------------- |
|   |                                             |                                          | 1897                           | 1913                           |                      |                    | 1897            | 1913            |
| 1 | Арешский                                    | с. Агдаш                                 | 528                            | ---                            |                      | 2829,6             | 67 277          | 75 700          |
| 2 | Джеванширский                               | с. Тертер                                | 752                            | ---                            |                      | 4818,4             | 72 719          | 76 500          |
| 3 | Елизаветпольский                            | г. Елизаветполь                          | 33 625                         | ---                            |                      | 7695,7             | 162 788         | 187 000         |
| 4 | Зангезурский                                | с. Герусы                                | 1450                           | ---                            |                      | 6829,7             | 137 871         | ---             |
| 5 | Казахский                                   | с. Казах                                 | 1769                           | ---                            |                      | 6024,2             | 112 074         | 171 000         |
| 6 | Джебраильский (после 1905 г. — Карягинский) | с. Джебраиль после 1905 г. — с. Карягино | 520; 550                       | ---                            |                      | 2922,6             | 66 360          | 130 500         |
| 7 | Нухинский                                   | г. Нуха                                  | 24 734                         | 30 000                         |                      | 3346,7             | 120 555         | 129 400         |
| 8 | Шушинский                                   | г. Шуша                                  | 25 881                         | 34 847                         |                      | 4315,6             | 138 771         | 174 600         |

## Органы власти

### Губернаторы (Российская империя)
| Ф. И. О.                      | Титул, чин, звание                       | Время замещения должности |
| ----------------------------- | ---------------------------------------- | ------------------------- |
| Булатов Фокион Евстафьевич    | действительный статский советник         | 1868—1876                 |
| Накашидзе Александр Давидович | князь, генерал-майор                     | 16.02.1880—20.05.1897     |
| Киреев Иван Петрович          | генерал-майор                            | 22.05.1897—05.07.1900     |
| Лутцау Николай Александрович  | полковник (генерал-лейтенант), и. д.     | 12.07.1900—20.08.1905     |
| Калачёв Алексей Алексеевич    | действительный статский советник         | 20.08.1905—1908           |
| Ковалёв Георгий Самойлович    | статский советник                        | 1908—1916                 |
| Поярков Михаил Петрович       | надворный советник (коллежский советник) | 1916—1917                 |

### Вице-губернаторы (Российская империя)
| Ф. И. О.                        | Титул, чин, звание               | Время замещения должности |
| ------------------------------- | -------------------------------- | ------------------------- |
| Бельский Василий Фёдорович      | статский советник                | 1868—1870                 |
| Гурамов Вахтанг Гурамович       | статский советник                | 1870—1878                 |
| Мицкевич Иустин Васильевич      | статский советник                | 30.05.1878—20.02.1888     |
| Якобсон Густав Христофорович    | действительный статский советник | 24.03.1888—30.12.1900     |
| Андреев Андрей Филимонович      | коллежский советник              | 27.03.1901—11.09.1904     |
| Барановский Владимир Николаевич | надворный советник               | 11.09.1904—1908           |
| Оболенский Сергей Дмитриевич    | князь, ротмистр (подполковник)   | 1908—1914                 |
| Лодыженский Владимир Ильич      | коллежский советник              | 05.08.1914—29.09.1914     |
| Бибиков Анатолий Александрович  | действительный статский советник | 1914—1915                 |
| Домеризиков Платон Михайлович   | статский советник                | 1915—1917                 |

### Губернаторы (Азербайджанская Демократическая Республика)
| Ф.И.О.                | Титул, чин, звание                       | Время замещения должности |
| --------------------- | ---------------------------------------- | ------------------------- |
| Ибрагим-ага Векилов   | полковник, с 30 марта 1919 генерал-майор | 23 июня 1918—6 мая 1919   |
| Худадат-бек Рафибеков | надворный советник                       | 6 мая 1919—29 апреля 1920 |

## Здравоохранение
Аптек в 1890 г. было 6 (вольных), больниц — 7.

## Образование
Учебных заведений — 516, с 8917 учащимися: гимназий — 1, реальных училищ — 1, профессиональных училищ — 1, трёхклассных городских училищ — 3, сельских двуклассных — 12, сельских министерства народного просвещения — 20, частных школ — 12, училищ женских благотворительных обществ — 2.
У азербайджанцев (в источнике — «татар») начальных школ (медресе и мектебе) по губернии было мало, а в тех что имелись образование было религиозно-замкнутое. Для мусульманок в губернии почти не было училищ, а имевшиеся женские училища они не посещали. Так по состоянию на 1910 год, в Елизавептольском женском училище Св. Нины была лишь одна девочка-мусульманка. У армян просвещение было поставлено намного лучше чем у татар. Армянские богачи щедро жертвовали на просвещение своего народа. В Елизаветпольской губернии к 1910 году армянских церковно-приходских школ насчитывалось в количестве 81 школы. В Шуше была духовная семинария, откуда лучшие ученики могли поступить в Эчмиадзинскую духовную академию. Кроме этого, помимо своих национальных образовательных учреждений, армяне были преобладающим элементом во всех других учебных заведениях губернии. Некоторые из армян посылали своих детей получать образование за границу — в Германию, Францию, Швейцарию.
В 1910 году, во всех 213 Народных училищах 13958 детей (10640 мальчиков и 3318 девочек):
- армян — 6454 мальчика и 2288 девочек
- азербайджанцев (в источнике — «татар») — 3031 мальчик и 190 девочек
- русских обучалось 393 мальчика и 207 девочек
- остальных - 762 мальчика и 633 девочки

В трех городских училищах губернии на тот момент обучалось 509 учеников (460 мальчиков и 49 девочек)
- армян — 258 мальчика и 27 девочек
- русских обучалось 84 мальчика и 19 девочек
- азербайджанцев (в источнике — «татар») — 97 мальчик и 2 девочки
- грузин 2
- остальных — 19 мальчиков и 1 девочка[26]

- Здание Елизаветпольской мужской гимназии
- Здание реального училища в Шуше
- «Татарская[27] школа в Шуше» (Рисунок Клерже по зарисовке В. Верещагина, 1865)
- Здание школы в Горисе
- Здание русской школы в Горисе
- Здание школы в Шванидзоре
- Здание школы в Хндзореске, 1840 год

## Символика
Герб Елизаветпольской губернии утвержден в 1878 году: чёрный щит с золотым столбом. На чёрном фоне по обе стороны от золотой полосы два серебряных георгиевских креста. На золотом фоне червленый кинжал с чёрной рукоятью. Щит увенчан императорской короной, дубовыми листьями и андреевской лентой.